# Slag bij de Nijl

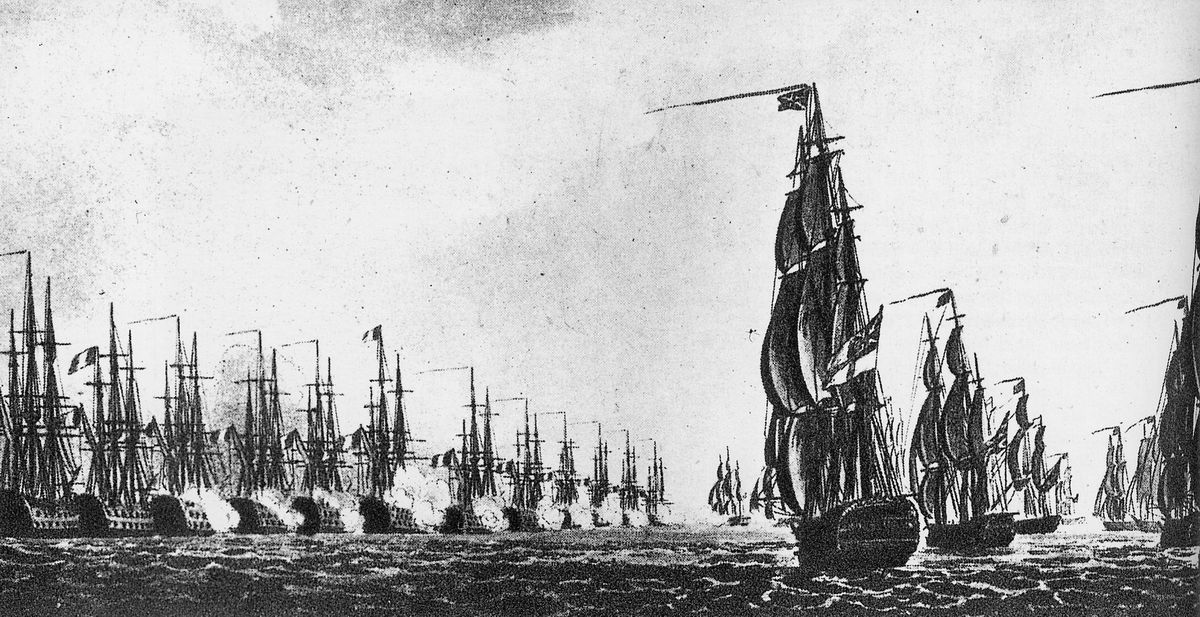
De Britse vloot valt de Franse vloot aan bij AboUkir

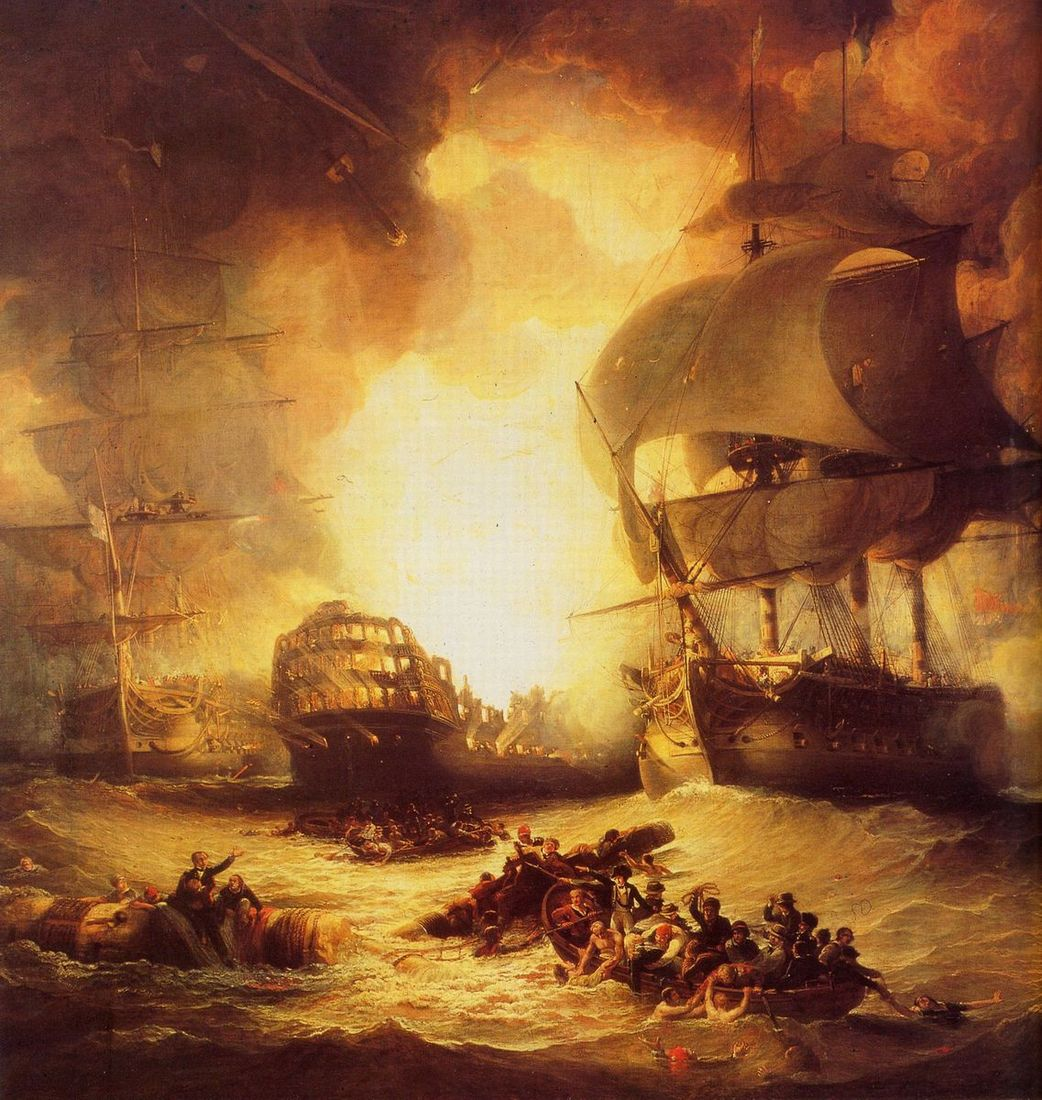
Explosie van de Orient

De Slag bij de Nijl (1 augustus 1798, 14 Thermidor jaar VI), ook wel de Eerste Slag bij Aboukir genoemd, was een belangrijke overwinning van een Britse vloot onder leiding van Horatio Nelson op de Franse vloot onder admiraal François Paul de Brueys d'Aigalliers. De zeeslag vond plaats in de Baai van Aboukir, nabij de monding van de Nijl bij Rosetta in Ottomaans Egypte.

## Achtergrond
Napoleon Bonaparte, in 1798 nog in dienst van het Directoire, was ervan overtuigd dat alleen Engeland zijn heerschappij over Europa nog in de weg stond. Hij wilde zijn vijand treffen in diens rijkste kolonie: Brits-Indië. De Britten hadden 15 jaar eerder hun Amerikaanse bezittingen bezuiden Canada verloren, mede door toedoen van de Fransen. Napoleon besloot Egypte te bezetten om via het Midden-Oosten verder door te stoten. Van de mammelukken, militairen die afstamden van vroegere slaven en de feitelijke machthebbers in Egypte binnen het Ottomaanse Rijk, verwachtte hij weinig tegenstand.
Zijn landleger werd prima geleid, maar met zijn zeestrijdkrachten was het slecht gesteld na de zuivering door het Terreurregime. Hierbij was driekwart van het marineofficierenkorps, dat traditioneel tot de adel behoorde, geguillotineerd. De nieuwe generatie zeeofficieren had bij lange na niet de ervaring van haar tegenstanders.

## Aanloop
In de haven van Toulon, aan de Middellandse Zee, verzamelde Napoleon in mei 1798 een vloot van 13 linieschepen, 42 fregatten en 130 transportschepen, waarmee hij 34.000 soldaten en matrozen, 700 paarden en meer dan 1.000 stukken veldgeschut naar Egypte bracht. Onderweg werd die strijdmacht nog versterkt tot een totale mankracht van 55.000. Onderweg veroverde hij Malta, waarbij de Maltezer ridders, afstammelingen van de kruisvaarders, slechts symbolisch tegenstand boden.
De Britse Admiraliteit was op de hoogte van de activiteiten in Toulon, maar kende de bedoelingen van Napoleon niet. Horatio Nelson kreeg de opdracht om de havenactiviteiten bij Toulon te observeren, maar de Fransen waren op dat moment al vertrokken. In zijn zoektocht die hem langs Napels en Sicilië leidde, raadde een van zijn kapiteins, Thomas Thoubridge van de HMS Culloden, de bestemming van de Fransen en in zijn haast om de vloot op te sporen zeilde Nelson die voorbij. In Alexandrië vond hij geen vloot en Nelson besloot onder vol tuig terug te zeilen. Twee dagen na zijn vertrek, dat plaatsvond op 1 juli, kwamen de Fransen aan in Egypte, na eerst een omweg langs Kreta te hebben gemaakt. Napoleon liet zijn troepen tijdens de nacht ontschepen en veroverde 's anderendaags Alexandrië. Admiraal De Brueys verkoos de Baai van Aboukir, gelegen aan een van de mondingen van de Nijldelta, met veel geulen en ondiepten, binnen te varen omdat hij dit een veel beter te verdedigen plaats vond. De Franse bevelhebber liet zijn schepen achter elkaar aanmeren langs een zandbank, zodat hij aan één zijde niet kon worden aangevallen.
Nelson, die ondertussen de Griekse wateren doorzocht, hoorde van de kapitein van een buitgemaakt Frans schip dat de Franse vloot toch Alexandrië als doel had. Hij keerde opnieuw om en vond de Fransen op 1 augustus.

## Verloop
De Brueys ging ervan uit dat de Britten de baai vanwege de zandbanken niet zouden durven binnenvaren. Nelson, aan boord van de HMSv Vanguard, deed dat toch. Kapitein Foley van de HMS Goliath, die de spits afbeet, had een goede kaart van de baai in zijn bezit en zag dat De Brueys zich had misrekend. Omdat de Franse schepen enkel aan de boegankers vastlagen, waren ze door de veranderde windrichting van de zandbank weggedraaid, zodat de Britten kans zagen met een deel van hun vloot in de opening te duiken. Nelson liet zijn favoriete sein hijsen: Val de vijand op kortere afstand aan.
De kapitein van de HMS Guerrier, het eerste Franse schip in de linie, had zijn bemanning kisten en ander gerei op de dekken aan de landzijde laten plaatsen, waardoor de kanonnen aan die kant onbruikbaar waren. Toen Foley het schip aan die zijde aanviel, doodde die kogelregen bijna alle Franse kanonniers door rondvliegende stukken hout en splinters van de stukgeschoten kisten. Vijf Britse schepen glipten achter de Franse linie, terwijl de rest haar van de buitenkant aanviel. Enkel de Culloden liep vast op een zandbank.
Toen de Britten de Orient, het vlaggenschip van de Fransen, aanvielen, werd De Brueys eerst door een scherf aan het hoofd getroffen. Later scheurde een kanonskogel het linkerdijbeen van zijn romp. Hij weigerde zich te laten verzorgen en stierf door bloedverlies. Nelson werd door een stukje schroot aan het voorhoofd getroffen. Hoewel hij eerst dacht dat hij de dood nabij was, bleek de wond nadien oppervlakkig. Kapitein Aristide Dupetit-Thouars van de Tonnant verloor beide benen in het gevecht. Hij liet de stompen afbinden en zich in een vat met zemelen plaatsen en bleef bevelen geven. Toen hij voelde dat zijn krachten hem verlieten, schoot hij zich met een pistool door het hoofd.
Intussen namen 5 Britse schepen de Orient onder vuur, waarop aan boord brand uitbrak. Haar officieren gaven het bevel het schip te verlaten terwijl de gewonden in de brand omkwamen. Toen de brand het kruitmagazijn bereikte, vloog de Orient in de lucht. Er werden slechts 60 van haar 1000 opvarenden gered.
Toen de Fransen zich realiseerden dat de slag verloren was, ging de achterhoede ervandoor. Daaronder was de Guillaume Tell met als kapitein Pierre de Villeneuve, die later opnieuw met Nelson zou te maken krijgen, namelijk in de Slag bij Trafalgar.

## Nasleep
Napoleons vloot was bij deze Britse overwinning vrijwel vernietigd. Dit was zijn eerste grote militaire tegenslag; zijn plannen voor een opmars naar Brits-Indië waren verkeken. De Franse vloot zou in geen tientallen jaren een serieuze partij meer zijn voor de Britse, zoals bij Trafalgar zeven jaar later nog eens zou blijken.
Napoleon liet zich niet meteen uit het veld slaan, al was hij vrijwel afgesneden van Frankrijk; hij was immers al in Egypte geland met zijn leger. Hij voltooide zijn verovering van dat land en van een groot deel van Syrië erbij. Maar toen de politieke situatie in Parijs veranderde, liet hij zijn troepen in de steek en keerde een jaar na deze zeeslag terug naar Frankrijk om de Staatsgreep van 18 Brumaire te leiden. De expeditie naar het Midden-Oosten liep na Napoleons vertrek uiteindelijk op een totale mislukking uit.

## Wetenswaardigheden
- Een van de Britse linieschepen die aan de Slag bij de Nijl deelnam, was de HMS Bellerophon. Op dit schip zou Napoleon zich 17 jaar later overgeven aan de Britten.